# ريو دي جانيرو (ولاية)
ريو دي جانيرو (بالبرتغالية: Rio de Janeiro) هي إحدى ولايات البرازيل السبع والعشرين. وبها ثاني أكبر اقتصاد في البرازيل، ومرتبتها الثانية بعد ولاية ساو باولو.
تقع ولاية ريو دي جانيرو في المنطقة الجيوسياسية البرازيلية المعرفة باسم الجنوب الشرقي (حسب تحديد المعهد البرازيلي للجغرافيا والإحصاء). تشترك ريو دي جانيرو في الحدود مع جميع الولايات الأخرى في المنطقة: ميناس جيرايس (الشمال والشمال الغربي)، إسبيريتو سانتو (الشمال الشرقي) ساو باولو (الجنوب الغربي). ويحدها المحيط الأطلسي من الشرق والجنوب.
تبلغ مساحة ريو دي جانيرو 43,653 كيلومتر مربع. عاصمتها مدينة ريو دي جانيرو، التي كانت عاصمة مستعمرة البرازيل البرتغالية بين عامي 1763-1815، والمملكة المتحدة لبرتغال والبرازيل والغرب بين عامي 1815-1822، والبرازيل المستقلة بين عام 1822-1960، قبل أن تنتقل العاصمة إلى برازيليا.
كان يشار لأهل ريو دي جانيرو قديما باسم «فلوميننسي»، وهي مأخوذة من الكلمة اللاتينية flumen التي تعني «النهر». ورغم أن «كاريوكا» كانت الإشارة القديمة لسكان ريو دي جانيرو (منذ عام 1502)، فقد تم استبدالها بعبارة «فلوميننسي» في عام 1783، عندما أصبحت الإشارة الرسمية الرسمية لنقابية ريو دي جانيرو الملكية (والتي أصبحت لاحقا مقاطعة ريو دي جانيرو)، بعد سنوات قليلة من جعل مدينة ساو سيباستياو دو ريو دي جانيرو عاصمة المستعمرات البرازيلية. من 1783، وخلال كل العهد الإمبراطوري، كانت كلمة «كاريوكا» اللقب الذي أطلقه البرازيليون الآخرون على سكان ريو (المدينة والمحافظة). خلال السنوات الأولى للجمهورية البرازيلية، أصبحت «كاريوكا» اسما يطلق على أولئك الذين يعيشون في الأحياء الفقيرة أو ازدراء للنخبة البيروقراطية في المقاطعة الاتحادية. تغيرت مكانة ريو كعاصمة اتحادية وأصبحت ولاية برازيلية (ولاية جوانابارا) عندما انتقلت العاصمة إلى برازيليا، وأصبحت «كاريوكا» الإشارة الرسمية بالاشتراك مع «جوانابارينو». في عام 1975، تم إنهاء ولاية جوانابارا بقرار من الرئيس إرنستو جيزل (في ظل الدكتاتورية العسكرية) لتتحول إلى ريو دي جانيرو وأصبحت «كاريوكا» تشير للبلدية. ورغم أن «كاريوكا» ليست إشارة رسمية معترف بها للولاية، فإن البرازيليين يدعون سكان ريو دي جانيرو بشكل عام (الولاية والمدينة) باسم «كاريوكاس»، وكذلك يفعل معظم سكان الولاية. في الوقت الحاضر، فإن الحركات الاجتماعية كلنا كاريوكاس أو "Somos Todos Cariocas" في تحاول الحصول على اعتراف رسمي باسم «كاريوكا» كلقب رسمي مشترك لولاية ريو دي جانيرو.
أكبر 10 مدن في الولاية هي: ريو دي جانيرو، ساو غونسالو، دوق دي كاكسياس، نوفا إيغواسو، نيتيروي، كامبوس دوس غويتاكازيس، بلفورد روكسو،ساو جواو دي ميريتي، بتروبوليس، فولتا ريدوندا،
ريو دي جانيرو هي أصغر ولاية في الجنوب الشرقي وإحدى أصغر ولايات البرازيل. إلا أنها ثالث أكبر ولاية البرازيلية من حيث عدد السكان، وبلغ عدد سكانها 16 مليون نسمة في عام 2011 (مما يجعلها الولاية الأكثر كثافة سكانية في البرازيل وثالث أطول شريط ساحلي في البلاد (بعد ولايتي باهيا ومارانهاو).
تمثل الولاية في العلم البرازيلي من قبل النجم بيتا في الصليب الجنوبي (β = ميموزا).

## وصلات خارجية
- الموقع الرسمي للولاية نسخة محفوظة 22 مارس 2007 على موقع واي باك مشين.
- بوابة السياحة البرازيلية